# Federazione di rugby a 15 della Papua Nuova Guinea
La Federazione di rugby a 15 della Papua Nuova Guinea (Papua New Guinea Rugby Football Union, PNGRFU), nota anche come Rugby PNG, è l'organo che governa il rugby a 15 in Papua Nuova Guinea. Venne fondata nel 1962 e si affiliò all'International Rugby Board nel 1993. È inoltre membro di Oceania Rugby, la confederazione che governa il rugby a 15 in Oceania.
La nazionale di rugby a 15 della Papua Nuova Guinea rientra tra le squadre di 2º livello e non vanta alcuna esperienza in Coppa del Mondo; partecipa invece regolarmente alla Oceania Rugby Cup.